# خليود
الخُلْيُود أو المَسْقَة سمكة بحرية بيوض من فصيلة الرعاسيات مفتوحات المثانة. أعطانها البحر الأبيض المتوسط. لحمها متوسط الصنف مأكول.